# Svartzul
|  | Denne artikel er oprettet af botten Steenthbot ud fra en ekstern database. Den kan derfor have sproglige fejl eller mangler. Denne skabelon kan fjernes efter kontrol af indholdet. |

Svartzul er en dansk animationsfilm fra 2016 instrueret af Jeanette Nørgaard.

## Handling
Året er 63 på en glemte ø Kurotopia. Den mørke kraft Svartzul bryder igennem bjerget Scheadu, og ud af mørket opstår en ung kvinde i et lyn af kosmisk glimmer, pulserende lys og neongeometri.